# Cesset
Cesset – miejscowość i gmina we Francji, w regionie Owernia-Rodan-Alpy, w departamencie Allier.

## Demografia
Według danych na rok 1990 gminę zamieszkiwały 292 osoby, a gęstość zaludnienia wynosiła 24 osoby/km². W styczniu 2015 r. Cesset zamieszkiwało 396 osób, przy gęstości zaludnienia wynoszącej 32,5 osób/km².